# Danny Young
Pour les articles homonymes, voir Young.
Danny Young, né le 26 juillet 1962 à Raleigh en Caroline du Nord, est un joueur américain de basket-ball.

## Biographie
Danny Young confirme ses capacités dans l'équipe universitaire des Demon Deacons de Wake Forest. Au fur et à mesure de sa carrière en NCAA, il montre sa polyvalence. Lors de sa dernière saison, Young est à 9,6 points, 4,9 passes décisives, 2,2 interceptions et 1,8 rebond. Il est sélectionné lors de la draft 1984 par les Supersonics de Seattle, au deuxième tour, en 39e position. Après un début de saison à Seattle, il termine celle-ci en allant jouer pour le compte du Wyoming en Continental Basketball Association (CBA). La saison suivante, Danny Young revient dans sa première équipe NBA. Il y reste jusqu'en 1988 et goûte pour la première fois aux play-offs de NBA. Ensuite, Young est transféré aux Trail Blazers de Portland (1988-1991), puis l'espace de quelques matchs chez les Clippers de Los Angeles (1992) et enfin à Detroit (1992-1993). Pendant toute sa carrière NBA (574 matches pour cinq franchises), Danny Young est un joueur d'équipe, un meneur gestionnaire et assez complet.
C'est ainsi que les dirigeants du Limoges CSP par l'intermédiaire de Didier Rose prennent contact avec Danny Young. Il arrive alors au moment de l'Open McDonald's en remplaçant de Saša Obradović. Il décharge ainsi ses coéquipiers de certaines tâches et particulièrement Michael Young. Danny Young termine sa saison en France avec 12,3 points, 4,6 passes décisives, 1,1 interception et 1,7 rebond. En Euroligue, il atteint quasiment la barre des 10 points de moyenne. Avec Limoges, il remporte la coupe Robert Busnel et le championnat de France Pro A. Young termine sa carrière aux Bucks de Milwaukee puis aux Lakers de Los Angeles.

## Palmarès
- 1993-1994 : Champion de France avec Limoges[2]
- 1993-1994 : Vainqueur de la coupe Robert Busnel avec Limoges[2]